# Nürtinger Zeitung
Die Nürtinger Zeitung (Abk. NTZ) ist eine in der Großen Kreisstadt Nürtingen (Baden-Württemberg) erscheinende Tageszeitung. Die verkaufte Auflage beträgt mit der Wendlinger Zeitung zusammen 16.327 Exemplare, ein Minus von 30,2 Prozent seit 1998.

## Verbreitung
Im gleichen Verlag erscheint auch die Wendlinger Zeitung (Gründung 1954). Die Nürtinger Zeitung ist Amtsblatt der Stadt Nürtingen und des Landkreises Esslingen, die Wendlinger Zeitung Amtsblatt der Stadt Wendlingen.

## Geschichte
Die erste Ausgabe erschien im Jahr 1831, das damals von Johann Georg Senner als Wochenblatt herausgegebene Blatt führte den Titel Wochenblatt für das Ober-Amt Nürtingen. Ab 1840 erschien es zweimal in der Woche, ab 1889 täglich. Der Wechsel zum Namen Nürtinger Tagblatt erfolgte im Jahr 1893. In der Zeit des Nationalsozialismus wurde die Verlegerfamilie de facto enteignet, das gleichgeschaltete Blatt wurde von den Besatzungstruppen 1945 verboten. Am 8. Juni 1945 gab Gustav Senner auf Anordnung der Besatzungsmacht ein Mitteilungsblatt heraus, das in erster Linie die Zivilbevölkerung u. a. über die Ausgabe der Lebensmittelmarken informierte und daher im Volksmund schnell den Namen Fressblättle erhielt.
Eine eigene Lizenz für eine Lokalzeitung verweigerte die Besatzungsmacht jedoch, erst ein Zusammenschluss mehrerer Herausgeber erhielt von der US-Verwaltung die Lizenz. Am 12. Februar 1949 erschien die Zeitung erstmals unter dem neuen Namen Nürtinger Zeitung.
Seit 1978 wird der überregionale Meldungen enthaltende Mantelteil der Nürtinger Zeitung von den Stuttgarter Nachrichten bezogen. Im Abonnement enthalten ist die wöchentliche Fernsehzeitschrift rtv.

## Auflage
Die Auflage der Nürtinger Zeitung wird gemeinsam mit der Wendlinger Zeitung  ausgewiesen. Die beiden Blätter haben wie die meisten deutschen Tageszeitungen in den vergangenen Jahren an Auflage eingebüßt. Die verkaufte Auflage ist in den vergangenen 10 Jahren um durchschnittlich 1,9 % pro Jahr gesunken. Im vergangenen Jahr hat sie um 2,5 % abgenommen. Sie beträgt gegenwärtig 16.327 Exemplare. Der Anteil der Abonnements an der verkauften Auflage liegt bei 84,7 Prozent.
| 1998  | 1999  | 2000  | 2001  | 2002  | 2003  | 2004  | 2005  | 2006  | 2007  | 2008  | 2009  | 2010  | 2011  | 2012  | 2013  | 2014  | 2015  | 2016  | 2017  | 2018  | 2019  | 2020  | 2021  | 2022  | 2023  | 2024  |
| ----- | ----- | ----- | ----- | ----- | ----- | ----- | ----- | ----- | ----- | ----- | ----- | ----- | ----- | ----- | ----- | ----- | ----- | ----- | ----- | ----- | ----- | ----- | ----- | ----- | ----- | ----- |
| 23407 | 23275 | 23177 | 23012 | 22911 | 23031 | 22869 | 22699 | 22532 | 22343 | 22128 | 21823 | 21478 | 21253 | 20873 | 20439 | 19856 | 19676 | 19472 | 18979 | 18596 | 18205 | 17175 | 17511 | 17020 | 16744 | 16327 |

### Chefredakteure
(noch unvollständig)
- Ingo Herzog (1956–1978)